# Goodbye Solo
Pour les articles homonymes, voir Solo.
Pour plus de détails, voir Fiche technique et Distribution.
Goodbye Solo est une comédie dramatique indépendante américaine réalisée et écrite par Ramin Bahrani, tournée en Caroline du Nord du 19 septembre au 22 octobre 2008 et sortie en 2009 aux États-Unis et en France.
Le film met en scène un homme, Solo (Souleymane Sy Savane), qui exerce la profession de chauffeur de taxi. Un client, William (Red West), lui demande de l'amener dans quelques jours à Blowing Rock, d'où il ne reviendra pas. À partir de ce jour, Solo va tout mettre en œuvre pour empêcher ce que William prépare : mettre fin à ses jours.
Le film est d'abord projeté durant la Mostra de Venise en 2008 où il remporte le prix international de la critique FIPRESCI. Il fait ensuite l'ouverture du Festival international du film de Toronto, et est alors projeté dans de nombreux festivals internationaux. Le film est distribué en 2009 par Roadside Attractions aux États-Unis et par Eurozoom en France. Il a été produit par Gigantic Pictures.
Tourné en Caroline du Nord (à Winston-Salem et à Blowing Rock), Goodbye Solo est la cinquième réalisation de Ramin Bahrani, après Backgammon (1998), Strangers (2000), Man Push Cart (2005) et Chop Shop (2007).  Ses films sont sélectionnés à de nombreux festivals internationaux. Si le succès public est assez faible, la critique, à partir de Man Push Cart, est plutôt élogieuse.

## Synopsis
À Winston-Salem, en Caroline du Nord, Solo (Souleymane Sy Savane), un chauffeur de taxi émigré sénégalais, tente de réaliser le rêve américain. Pour subvenir aux besoins de sa famille, il travaille la nuit pour une compagnie de taxi et étudie le jour pour devenir steward. William (Red West), un vieil homme taciturne, propose un soir à Solo de devenir pour quelques jours son chauffeur attitré et de l'emmener à la fin de la quinzaine suivante au sommet de la montagne Blowing Rock, un pic dans lequel les objets jetés volent vers le haut en raison des courants ascendants. William lui paie par avance un voyage sans retour et Solo suppose alors qu'il cherche à se suicider là-bas.
L'ascendance africaine de Solo lui interdit de laisser un vieil homme seul dans la détresse. Il s'immisce alors brutalement dans la vie de William, dans le but de comprendre l'origine de sa peine et tenter de l'empêcher de mettre fin à ses jours. Avec sa femme enceinte, Queria, et sa belle-fille, Alex (Diana Franco Galindo), il tente de faire retrouver à William une certaine joie de vivre qu'il a perdu. Il découvre que William à un jeune fils, caissier de cinéma, qui ignore tout de sa paternité et que pour le vieil homme le rêve américain n'est qu'un passé alors que pour lui, c'est une promesse d'avenir.
Finalement, le film ne révèle pas clairement si William se suicide. Cette intrigue n'était mise en place que pour véhiculer le message du réalisateur.

## Fiche technique
- Titre : Goodbye Solo
- Réalisation : Ramin Bahrani
- Scénario : Ramin Bahrani et Bahareh Azimi
- Production : Ramin Bahrani, Steve Bannatyne, Kathryn Dean, Brian Devine, Brooke Devine et Jason Orans
- Société de production : Gigantic Pictures
- Société de distribution :
  -  États-Unis : Roadside Attractions
  -  France : Eurozoom
- Musique : M. Lo
- Photographie : Michael Simmonds
- Montage : Ramin Bahrani
- Décors : Chad Keith
- Pays d'origine : États-Unis
- Langue originale : Anglais
- Format : Couleurs - 1,85:1 - Dolby Digital - 35 mm[2]
- Genre : Comédie dramatique
- Durée : 91 minutes[1]
- Date de sortie :
  -  États-Unis : 27 mars 2009[3]
  -  Belgique : 26 août 2009
  -  France : 9 septembre 2009
- Lieux de tournage : Winston-Salem et Blowing Rock (Caroline du Nord)[4]

## Distribution
- Souleymane Sy Savane : « Solo » (Souleymane), le chauffeur de taxi sénégalais
- Red West : William, le vieil homme conduit par Solo
- Diana Franco Galindo : Alex, la belle-fille de Solo
- Lane 'Roc' Williams : Roc, client et ami de Solo (qui vit de petits trafics)
- Mamadou Lam : Mamadou, chauffeur de taxi « rival » de Souleymane
- Carmen Leyva : Quiera, la femme de Solo (enceinte, mère d'Alex)
- Viktor Hernandez : un cousin de Quiera
- Navani Reyes : Navani, l'ex petite-amie de Solo

## Autour du film
- Blowing Rock, où se situe la fin du film, a souvent constitué un lieu de vacances pour Ramin Bahrani durant son enfance[5].
- Ramin Bahrani déclare à propos de son film que les deux sources d'inspiration du scénario furent d'une part sa rencontre avec un chauffeur de taxi sénégalais de Winston-Salem quelques années auparavant et d'autre part le film Les Onze Fioretti de François d'Assise de Roberto Rossellini de 1950[6].
- Souleymane Sy Savane interprète dans Goodbye Solo son premier rôle important au cinéma. Il était précédemment mannequin, et steward pour la compagnie Air Afrique. C'est d'ailleurs le rêve de son personnage, Solo, de devenir steward. Red West, un acteur de séries télévisées américaines dont les célèbres Les Têtes brûlées où il interprétait le rôle du sergent Miklin mécanicien de l'escadron, était un garde du corps d'Elvis Presley. C'est pour cette raison que le réalisateur l'a choisi : « son époque rock and roll avec Elvis était bien finie, un vieux souvenir. On peut deviner une lutte pour trouver un sens en l'avenir, mais quoi d'autre ? C'était si marqué sur le visage de West que j'ai su que personne ne pourrait le remettre en question »[5].

### Réception publique
Après avoir remporté le prix FIPRESCI à la Mostra de Venise, le 31 août 2008, le film a été projeté dans de nombreux festivals. Il a notamment fait l'ouverture du Festival international du film de Toronto le 6 septembre 2008. Il a par ailleurs été projeté au Festival du film de Londres le 17 octobre, à la Viennale le 20 octobre, au Marché du film européen en Allemagne le 5 février 2009, au Northwest Film Center le 17 février, au South by Southwest le 14 mars, au Festival international du film d'Istanbul le 4 avril, au NatFilm Festival le 19 avril, au Festival international du film de Jeonju le 2 mai, au Festival international du film de Karlovy Vary le 6 juillet et au Festival du film de Sarajevo le 12 août.
De plus, le film avait réalisé une recette de 866 279 $ au 2 septembre 2009 en 23 semaines. À cette date, il était classé 123e film de l'année 2009.
Goodbye Solo est le cinquième film en tant que réalisateur de Ramin Bahrani. Il avait précédemment tourné Backgammon en 1998, Strangers en 2000, Man Push Cart en 2005 et Chop Shop en 2007. Ses quatre précédents films n'avaient reçu qu'un succès public limité malgré plusieurs projections dans des festivals internationaux pour les deux derniers. Goodbye Solo, donc, à l'instar de ses deux précédents films, bénéficie d'une projection dans des festivals. Il reste néanmoins le meilleur succès du réalisateur, en 2009,.

### Réception critique
Goodbye Solo est le dernier film du réalisateur Ramin Bahrani, après Man Push Cart et Chop Shop. Il a été acclamé comme une « force de la nature » par Roger Ebert dans le Chicago Sun-Times ; A. O. Scott dit que ce film possède « une étrange facilité à élargir notre vision du monde » dans le New York Times. Bref, ce film a été mondialement reconnu à travers ses diverses projections dans des festivals de cinéma. Le Los Angeles Times déclare qu'il est « puissant, fascinant, inspirant », The New Yorker publie qu'il est « fascinant : Bahrani prend une nouvelle direction ambitieuse ».

## Distinctions
- 2008 : Prix FIPRESCI à la Mostra de Venise[7]
- 2009 : Nommé à l'Independent Spirit Awards du producteur[26]